# Yakeshi
Yakeshi, tidigare romaniserat Yakoshih, är en stad på häradsnivå som lyder under  Hulunbuirs stad på prefekturnivå i den autonoma regionen Inre Mongoliet i norra Kina. Den ligger omkring 1 200 kilometer nordost om regionhuvudstaden Hohhot. 